# Паразинью
Паразинью (порт. Parazinho) — муниципалитет в Бразилии, входит в штат Риу-Гранди-ду-Норти. Составная часть мезорегиона Сельскохозяйственный район штата Риу-Гранди-ду-Норти. Входит в экономико-статистический микрорегион Байша-Верди. Население составляет 4580 человек на 2006 год. Занимает площадь 274,668 км². Плотность населения — 16,7 чел./км².

## Статистика
- Валовой внутренний продукт на 2003 год составляет 9 683 929,00 реалов (данные: Бразильский институт географии и статистики).
- Валовой внутренний продукт на душу населения на 2003 год составляет 2169,83 реалов (данные: Бразильский институт географии и статистики).
- Индекс развития человеческого потенциала на 2000 год составляет 0,564 (данные: Программа развития ООН).